# Аджи-Бай (Судак)
Аджи́-Бай (укр. Аджи-Бай, крымскотат. Acı Bay, Аджы Бай) — исчезнувшее село в Судакском регионе Республики Крым, располагавшееся в центре территории горсовета, примерно в 4 км севернее современного села Дачное.

## История
Впервые в доступных источниках селение встречается в путеводителе Сосногоровой 1871 года, как имение Гарджи-Бей, в урочище того же названия, принадлежащее наследникам донского генерала Жирова. На карте-верстовке Крыма 1889 года обозначена дача Аджи-Бей, без указания числа дворов, с кирпичным заводом и конюшней. По «…Памятной книжке Таврической губернии на 1902 год», уже в деревне Аджибей, входившей в Больше-Таракташское сельское общество Таракташской волости Феодосийского уезда, числилось 500 жителей в 5 домохозяйствах. Согласно энциклопедическому словарю «Немцы России», это было поселение крымских немцев лютеран на арендованной земле с 18 жителями в 1904 году. На 1914 год в селении действовало земское училище. По Статистическому справочнику Таврической губернии. Ч.II-я. Статистический очерк, выпуск пятый Феодосийский уезд, 1915 год, в селе Аджибай Таракташской волости Феодосийского уезда числилось 6 дворов (все дворы с землёй) с немецким населением в количестве 55 человек приписных жителей, из которых 31 мужчина и 24 женщины. Жители владели 546 десятинами удобной земли. В хозяйствах имелось 10 лошадей, 2 вола, 13 коров и 18 голов овец, свиней, или коз. Согласно списку 1915 года «…русских подданных из австрийских, венгерских или германских выходцев» землевладельцев, опубликованном в газете «Таврические губернские ведомости» в апреле 1915 года, при деревне Аджибей значатся наследники Муршеля Адама Яковлевича: Михаил-Иоганес, Эммануил, Мария (по мужу Миллер), Екатерина Бер, Эмилия Гросс и Елизавета Гегелиман, имевшие 588 десятин 398 квадратных саженей лесной дачи.
После установления в Крыму Советской власти, по постановлению Крымревкома от 8 января 1921 года была упразднена волостная система и село включили в состав вновь созданного Судакского района Феодосийского уезда,, а в 1922 году уезды получили название округов. 11 октября 1923 года, согласно постановлению ВЦИК, в административное деление Крымской АССР были внесены изменения, в результате которых округа ликвидировались и Судакский район стал самостоятельной административной единицей. Согласно Списку населённых пунктов Крымской АССР по Всесоюзной переписи 17 декабря 1926 года, в селе Аджи-Бай, Таракташского сельсовета Судакского района, числилось 9 дворов, все крестьянские, население составляло 46 человек, все немцы. На километровой карте Генштаба Красной армии 1941 года село уже не обозначено.
10-13 марта 1944 года 7-й отряд Восточного соединения партизан Крыма во главе с комиссаром Чачхиани на дороге Кизил-Таш — Аджибей разбил три вражеские заставы и колонну карателей, при этом 29 солдат и офицеров было убито, 43 ранено.
Официально село ликвидировано до 1960 года, поскольку в «Справочнике административно-территориального деления Крымской области на 15 июня 1960 года» селение уже не значилось (согласно справочнику «Крымская область. Административно-территориальное деление на 1 января 1968 года» — в период с 1954 по 1968 год, как посёлок Дачновского сельсовета Феодосийского горсовета).